# Tuomas Grönman
Tuomas Grönman (né le 22 mars 1974 à Viitasaari en Finlande) est un joueur professionnel finlandais de hockey sur glace qui évoluait au poste de défenseur.

## Carrière
Bien qu'ayant été repêché à la 29e position du repêchage de la LNH en 1992, Grönman ne réussit jamais à percer dans la Ligue nationale de hockey, n'y jouant que 48 matchs avec les Blackhawks de Chicago puis les Penguins de Pittsburgh.
Il fut également appelé en équipe nationale où, bien qu'ayant participé à deux championnats d'Europe et trois championnats du monde juniors, il ne participa avec l'équipe senior qu'aux Jeux olympiques de 1998.

## Statistiques
Pour les significations des abréviations, voir Statistiques du hockey sur glace.

### En club
| Saison     | Équipe                 | Ligue      |    | Saison régulière | Saison régulière | Saison régulière | Saison régulière | Saison régulière |    | Séries éliminatoires | Séries éliminatoires | Séries éliminatoires | Séries éliminatoires | Séries éliminatoires |
| Saison     | Équipe                 | Ligue      | PJ | B                | A                | Pts              | Pun              | PJ               | B  | A                    | Pts                  | Pun                  |                      |                      |
| 1991-1992  | Rockets de Tacoma      | WHL        | 61 | 5                | 18               | 23               | 102              | 4                | 0  | 1                    | 1                    | 2                    |                      |                      |
| 1992-1993  | Lukko Rauma            | SM-liiga   | 45 | 2                | 11               | 13               | 46               |                  |    |                      |                      |                      |                      |                      |
| 1993-1994  | Lukko Rauma            | SM-liiga   | 44 | 4                | 12               | 16               | 60               | 9                | 0  | 1                    | 1                    | 14                   |                      |                      |
| 1994-1995  | TPS Turku              | SM-liiga   | 47 | 4                | 20               | 24               | 66               | 13               | 2  | 2                    | 4                    | 43                   |                      |                      |
| 1995-1996  | TPS Turku              | SM-liiga   | 32 | 5                | 7                | 12               | 85               | 11               | 1  | 4                    | 5                    | 16                   |                      |                      |
| 1996-1997  | Ice d'Indianapolis     | LIH        | 51 | 5                | 16               | 21               | 89               | 4                | 1  | 1                    | 2                    | 6                    |                      |                      |
| 1996-1997  | Blackhawks de Chicago  | LNH        | 16 | 0                | 1                | 1                | 13               | --               | -- | --                   | --                   | --                   |                      |                      |
| 1997-1998  | Indianapolis Ice       | LIH        | 6  | 0                | 3                | 3                | 6                | --               | -- | --                   | --                   | --                   |                      |                      |
| 1997-1998  | Crunch de Syracuse     | LAH        | 33 | 6                | 14               | 20               | 45               | --               | -- | --                   | --                   | --                   |                      |                      |
| 1997-1998  | Penguins de Pittsburgh | LNH        | 22 | 1                | 2                | 3                | 25               | 1                | 0  | 0                    | 0                    | 0                    |                      |                      |
| 1998-1999  | Blades de Kansas City  | LIH        | 4  | 0                | 0                | 0                | 0                | --               | -- | --                   | --                   | --                   |                      |                      |
| 1999-2000  | Jokerit Helsinki       | SM-liiga   | 51 | 1                | 9                | 10               | 72               | 1                | 0  | 0                    | 0                    | 0                    |                      |                      |
| 2000-2001  | Lukko Rauma            | SM-liiga   | 25 | 0                | 4                | 4                | 74               | 3                | 0  | 0                    | 0                    | 14                   |                      |                      |
| 2001-2002  | Lukko Rauma            | SM-liiga   | 18 | 0                | 2                | 2                | 26               | --               | -- | --                   | --                   | --                   |                      |                      |
| 2002-2003  | TPS Turku              | SM-liiga   | 52 | 3                | 6                | 9                | 85               | 7                | 0  | 0                    | 0                    | 8                    |                      |                      |
| Totaux LNH | Totaux LNH             | Totaux LNH | 38 | 1                | 3                | 4                | 38               | 1                | 0  | 0                    | 0                    | 0                    |                      |                      |

### En équipe nationale
| Année | Compétition             |   | PJ | B | A | PTS | +/- | PUN                | Résultat |
| ----- | ----------------------- | - | -- | - | - | --- | --- | ------------------ | -------- |
| 1991  | Championnat d'Europe Jr | 7 | 1  | 0 | 1 |     | 10  | Médaille de bronze |          |
| 1992  | Championnat du monde Jr | 6 | 1  | 1 | 2 | 0   | 2   | 4e                 |          |
| 1992  | Championnat d'Europe Jr | 6 | 2  | 2 | 4 |     | 4   | 4e                 |          |
| 1993  | Championnat du monde Jr | 7 | 0  | 4 | 4 | +2  | 10  | 5e                 |          |
| 1994  | Championnat du monde Jr | 7 | 0  | 4 | 4 | +1  | 10  | 4e                 |          |
| 1998  | Jeux olympiques         | 4 | 0  | 0 | 0 | +1  | 2   | Médaille de bronze |          |